# Lista de campeões do Campeonato Mundial de Ginástica Artística
Abaixo a lista dos ginastas medalhistas do Campeonato Mundial, desde a edição artística realizada em 1903, na cidade de Antuérpia.

## Ginástica artística

### Individual geral
| Evento            | Ouro                            | Prata                        | Bronze                        |
| ----------------- | ------------------------------- | ---------------------------- | ----------------------------- |
| 1903 Antuérpia    | Josef Martinez                  | Georges Wierincky Joseph Lux | nenhum                        |
| 1905 Bourdex      | Marcel Lalue                    | Daniel Lavielle              | Lucien Démanet                |
| 1907 Praga        | Joseph Czada                    | Jules Rolland                | Frantisek Erben               |
| 1909 Luxemburgo   | Marco Torrès                    | Joseph Czada                 | Armand Coidelle               |
| 1911 Turim        | Ferdinand Steiner               | Joseph Czada                 | Karen Stary Svatopluk Svoboda |
| 1913 Paris        | Marco Torrès                    | Karen Stary                  | Josef Sykora                  |
| 1922 Liubliana    | Petar Sumi Frantisek Pechanek   | nenhum                       | Stane Derganc                 |
| 1926 Lyon         | Petar Sumi                      | Joseph Effenberger           | Ladislav Vacha                |
| 1930 Luxemburgo   | Josip Primozić                  | Jan Gajdos                   | Emanuel Löffler               |
| 1934 Budapeste    | Eugene Mack                     | Romeo Neri                   | Emanuel Löffler               |
| 1938 Praga        | Jan Gajdos                      | Jan Sládek                   | Eugene Mack                   |
| 1950 Basiléia     | Walter Lehmann                  | Marcel Adatte                | Olavi Rove                    |
| 1954 Roma         | Valetin Muratov Viktor Chukarin | nenhum                       | Grant Shaginyan               |
| 1958 Moscou       | Boris Shakhlin                  | Takashi Ono                  | Yuri Titov                    |
| 1962 Praga        | Yuri Titov                      | Yukio Endo                   | Boris Shakhlin                |
| 1966 Dortmund     | Mikhail Voronin                 | Shuji Tsurumi                | Akinori Nakayama              |
| 1970 Liubliana    | Eizo Kenmotsu                   | Mitsuo Tsukahara             | Akinori Nakayama              |
| 1974 Varna        | Shigeru Kasamatsu               | Nikolai Andrianov            | Eizo Kenmotsu                 |
| 1978 Estrasburgo  | Nikolai Andrianov               | Eizo Kenmotsu                | Alexander Dityatin            |
| 1979 Fort Worth   | Alexander Dityatin              | Kurt Thomas                  | Alexander Tkachev             |
| 1981 Moscou       | Yuri Korolev                    | Bogdan Makuts                | Koji Gushiken                 |
| 1983 Budapeste    | Dmitry Bilozerchev              | Koji Gushiken                | Lou Yun Arthur Akopian        |
| 1985 Montreal     | Yuri Korolev                    | Lou Yun Laurent Barbieri     | nenhum                        |
| 1987 Roterdã      | Dmitry Bilozerchev              | Yuri Korolev                 | Vladimir Artemov              |
| 1989 Stuttgart    | Igor Korobchinsky               | Valentin Mogilny             | Li Jing                       |
| 1991 Indianápolis | Grigory Misutin                 | Vitaly Scherbo               | Valeri Liukin                 |
| 1993 Birmingham   | Vitaly Scherbo                  | Sergei Kharkov               | Andreas Wecker                |
| 1994 Brisbane     | Ivan Ivankov                    | Alexei Voropaev              | Vitaly Scherbo                |
| 1995 Sabae        | Li Xiaoshuang                   | Vitaly Scherbo               | Evgeni Chabaev                |
| 1997 Lausanne     | Ivan Ivankov                    | Alexei Bondarenko            | Naoya Tsukahara               |
| 1999 Tianjin      | Nikolai Kryukov                 | Naoya Tsukahara              | Jordan Jovtchev               |
| 2001 Gante        | Feng Jing                       | Ivan Ivankov                 | Jordan Jovtchev               |
| 2003 Anaheim      | Paul Hamm                       | Yang Wei                     | Hiroyuki Tomita               |
| 2005 Melbourne    | Hiroyuki Tomita                 | Hisahi Mizutori              | Denis Savenkov                |
| 2006 Aarhus       | Yang Wei                        | Hiroyuki Tomita              | Fabian Hambüchen              |
| 2007 Stuttgart    | Yang Wei                        | Fabian Hambüchen             | Hisashi Mizutori              |
| 2009 Londres      | Kohei Uchimura                  | Daniel Keatings              | Yury Ryazanov                 |
| 2010 Roterdã      | Kohei Uchimura                  | Phillipp Boy                 | Jonathan Horton               |
| 2011 Tóquio       | Kohei Uchimura                  | Phillipp Boy                 | Koji Yamamuro                 |
| 2013 Antuérpia    | Kohei Uchimura                  | Ryohei Kato                  | Fabian Hambüchen              |
| 2014 Nanning      | Kohei Uchimura                  | Max Whitlock                 | Yusuke Tanaka                 |
| 2015 Glasgow      | Kohei Uchimura                  | Manrique Larduet             | Deng Shudi                    |
| 2017 Montreal     | Xiao Ruoteng                    | Lin Chaopan                  | Kenzo Shirai                  |
| 2018 Doha         | Artur Dalaloyan                 | Xiao Ruoteng                 | Nikita Nagornyy               |
| 2019 Stuttgart    | Nikita Nagornyy                 | Artur Dalaloyan              | Oleg Verniaiev                |
| 2021 Kitakyushu   | Zhang Boheng                    | Daiki Hashimoto              | Illia Kovtun                  |

### Solo
| Evento            | Ouro                              | Prata                            | Bronze                            |
| ----------------- | --------------------------------- | -------------------------------- | --------------------------------- |
| 1934 Budapeste    | George Miez                       | Eugene Mack                      | Kurt Krötzsch                     |
| 1938 Praga        | Jan Gajdos                        | Eugene Mack                      | Alois Hudec                       |
| 1950 Basiléia     | Ernst Gebendinger Joseph Stalder  | nenhum                           | Raymond Dot                       |
| 1954 Roma         | Valetin Muratov Masao Takemoto    | nenhum                           | Karl William Thoresson            |
| 1958 Moscou       | Masao Takemoto                    | Takashi Ono                      | Yuri Titov                        |
| 1962 Praga        | Aihara Nobuyuki Yukio Endo        | nenhum                           | Franco Menichelli                 |
| 1966 Dortmund     | Akinori Nakayama                  | Yukio Endo                       | Franco Menichelli                 |
| 1970 Liubliana    | Akinori Nakayama                  | Eizo Kenmotsu                    | Takeshi Kato                      |
| 1974 Varna        | Shigeru Kasamatsu                 | Hiroshi Kajiyama                 | Andrei Keranov                    |
| 1978 Estrasburgo  | Kurt Thomas                       | Shigeru Kasamatsu                | Alexander Dityatin                |
| 1979 Fort Worth   | Roland Bruckner Kurt Thomas       | nenhum                           | Alexander Tkachev                 |
| 1981 Moscou       | Yuri Korolev Li Yuan              | nenhum                           | Koji Gushiken                     |
| 1983 Budapeste    | Tong Fei                          | Dmitry Bilozerchev               | Li Ning                           |
| 1985 Montreal     | Tong Fei                          | Yuri Korolev                     | Li Ning                           |
| 1987 Roterdã      | Lou Yun                           | Vladimir Artemov                 | Lubomir Geraskov                  |
| 1989 Stuttgart    | Igor Korobchinsky                 | Vladimir Artemov                 | Li Chunyang                       |
| 1991 Indianápolis | Igor Korobchinsky                 | Vitaly Scherbo                   | Daisuke Nishikawa                 |
| 1992 Paris        | Igor Korobchinsky                 | Vitaly Scherbo                   | Maik Krahberg                     |
| 1993 Birmingham   | Grigory Misutin                   | Neil Thomas Vitaly Scherbo       | nenhum                            |
| 1994 Brisbane     | Vitaly Scherbo                    | Neil Thomas Ioannis Milissanidis | nenhum                            |
| 1995 Sabae        | Vitaly Scherbo                    | Li Xiaoshuang                    | Grigory Misutin                   |
| 1996 San Juan     | Vitaly Scherbo                    | Alexei Voropaev                  | Grigory Misutin                   |
| 1997 Lausanne     | Alexei Nemov                      | Dmitri Karbanenko                | Li Xiaopeng                       |
| 1999 Tianjin      | Alexei Nemov                      | Gervasio Deferr                  | Xing Aowei                        |
| 2001 Gante        | Marian Drăgulescu Jordan Jovtchev | nenhum                           | Igors Vihrovs                     |
| 2002 Debrecen     | Marian Drăgulescu                 | Jordan Jovtchev                  | Paul Hamm                         |
| 2003 Anaheim      | Paul Hamm                         | Jordan Jovtchev                  | Kyle Shewfelt                     |
| 2005 Melbourne    | Diego Hypólito                    | Brandon O'Neill                  | Robert Gal Liang Fuliang          |
| 2006 Aarhus       | Marian Drăgulescu                 | Diego Hypólito                   | Kyle Shewfelt                     |
| 2007 Stuttgart    | Diego Hypólito                    | Gervasio Deffer                  | Ri Se-gwang                       |
| 2009 Londres      | Marian Drăgulescu                 | Zou Kai                          | Alexander Shatilov                |
| 2010 Roterdã      | Eleftherios Kosmidis              | Kohei Uchimura                   | Daniel Purvis                     |
| 2011 Tóquio       | Kohei Uchimura                    | Zou Kai                          | Diego Hypólito Alexander Shatilov |
| 2013 Antuérpia    | Kenzo Shirai                      | Jacob Dalton                     | Kohei Uchimura                    |
| 2014 Nanning      | Denis Ablyazin                    | Kenzo Shirai                     | Diego Hypólito                    |
| 2015 Glasgow      | Kenzo Shirai                      | Max Whitlock                     | Rayderley Zapata                  |
| 2017 Montreal     | Kenzo Shirai                      | Artem Dolgopyat                  | Yul Moldauer                      |
| 2018 Doha         | Artur Dalaloyan                   | Kenzo Shirai                     | Carlos Yulo                       |
| 2019 Stuttgart    | Carlos Yulo                       | Artem Dolgopyat                  | Xiao Ruoteng                      |
| 2021 Kitakyushu   | Nicola Bartolini                  | Kazuki Minami                    | Emil Soravuo                      |

### Cavalo com alças
| Evento            | Ouro                               | Prata                                      | Bronze                           |
| ----------------- | ---------------------------------- | ------------------------------------------ | -------------------------------- |
| 1903 Antuérpia    | Georges Dejaghère Henricus Thyssen | nenhum                                     | nenhum                           |
| 1905 Bordeaux     | Georges Dejaghère                  | Daniel Lavielle                            | Lucien Démanet                   |
| 1907 Praga        | Joseph Czada                       | Jules Rolland                              | Karel Sal                        |
| 1911 Turim        | Osvaldo Palazzi                    | Paolo Salvi Giorgio Zampori                | nenhum                           |
| 1913 Paris        | Giorgio Zampori                    | Osvaldo Palazzo N. Aubry Marco Torrès      | nenhum                           |
| 1922 Liubliana    | Miroslav Klinger                   | Leon Stuckelj Petar Sumi Stanislav Indruch | nenhum                           |
| 1926 Lyon         | Jan Karafiat                       | Jan Gajdos                                 | Ladislav Vacha                   |
| 1930 Luxemburgo   | Josip Primozic                     | Petar Sumi                                 | Jan Gajdos                       |
| 1934 Budapeste    | Eugene Mack                        | Edy Steinemann                             | Jan Sládek                       |
| 1938 Praga        | Michael Reusch                     | Vratislav Petracek                         | Leo Schürmann                    |
| 1950 Basiléia     | Ernst Gebendinger                  | Marcel Adatte                              | Walter Lehmann                   |
| 1954 Roma         | Grant Shaginyan                    | Josef Stalder                              | Viktor Chukarin                  |
| 1958 Moscou       | Boris Shakhlin                     | Pavel Stolbov                              | Miroslav Cerar                   |
| 1962 Praga        | Miroslav Cerar                     | Boris Shakhlin                             | Yu Lifeng Takashi Mitsukuri      |
| 1966 Dortmund     | Miroslav Cerar                     | Mikhail Voronin                            | Takeshi Kato                     |
| 1970 Liubliana    | Miroslav Cerar                     | Eizo Kenmotsu                              | Viktor Klimenko                  |
| 1974 Varna        | Zoltan Magyar                      | Nikolai Andrianov                          | Eizo Kenmotsu                    |
| 1978 Estrasburgo  | Zoltan Magyar                      | Eberhard Gienger                           | Stojan Deltchev                  |
| 1979 Fort Worth   | Zoltan Magyar                      | Kurt Thomas                                | Koji Gushiken                    |
| 1981 Moscou       | Li Xiaoping Michael Nikolay        | nenhum                                     | Alexander Musaev Gyorgy Guczoghy |
| 1983 Budapeste    | Dmitry Bilozerchev                 | Li Xiaoping Gyorgy Guczoghy                | nenhum                           |
| 1985 Montreal     | Valentin Mogilny                   | Li Ning                                    | Hiroyuki Konishi                 |
| 1987 Roterdã      | Dmitry Bilozerchev Zsolt Borkai    | nenhum                                     | Lyubomir Geraskov                |
| 1989 Stuttgart    | Valentin Mogilny                   | Andreas Wecker                             | Li Jing                          |
| 1991 Indianápolis | Valery Belenky                     | Guo Linyao                                 | Li Jing                          |
| 1992 Paris        | Marius Urzica Li Jing Pae Gil Su   | nenhum                                     | nenhum                           |
| 1993 Birmingham   | Pae Gil Su                         | Andreas Wecker                             | Karoly Schupkegel                |
| 1994 Brisbane     | Marius Urzica                      | Eric Poujade                               | Li Donghua Vitaly Marinich       |
| 1995 Sabae        | Li Donghua                         | Huang Huadong Yoshiaki Hatakeda            | nenhum                           |
| 1996 San Juan     | Gil Su Pae                         | Li Donghua                                 | Alexei Nemov                     |
| 1997 Lausanne     | Valery Belenky                     | Eric Poujade                               | Gil Su Pae                       |
| 1999 Tianjin      | Alexei Nemov                       | Marius Urzica                              | Nikolai Kryukov                  |
| 2001 Gante        | Marius Urzica                      | Xiao Qin                                   | Oleksandr Beresh                 |
| 2002 Debrecen     | Marius Urzica                      | Xiao Qin                                   | Takehiro Kashima                 |
| 2003 Anaheim      | Tent Haibin Takehiro Kashima       | nenhum                                     | Nikolai Kryukov                  |
| 2005 Melbourne    | Xiao Qin                           | Ioan Silviu Suciu                          | Takehiro Kashima                 |
| 2006 Aarhus       | Xiao Qin                           | Prashnath Sellathurai                      | Alexander Artemev                |
| 2007 Stuttgart    | Xiao Qin                           | Krisztián Berki                            | Louis Smith                      |
| 2009 Londres      | Zhang Hongtao                      | Krisztián Berki                            | Prashnath Sellathurai            |
| 2010 Roterdã      | Krisztián Berki                    | Louis Smith                                | Prashnath Sellathurai            |
| 2011 Tóquio       | Krisztián Berki                    | Cyril Tommasone                            | Louis Smith                      |
| 2013 Antuérpia    | Kohei Kameyama                     | Max Whitlock Daniel Corral                 | nenhum                           |
| 2014 Nanning      | Krisztián Berki                    | Filip Ude                                  | Cyril Tommasone                  |
| 2015 Glasgow      | Max Whitlock                       | Louis Smith                                | Harutyun Merdinyan Kazuma Kaya   |
| 2017 Montreal     | Max Whitlock                       | David Belyavskiy                           | Xiao Ruoteng                     |
| 2018 Doha         | Xiao Ruoteng                       | Max Whitlock                               | Lee Chih-kai                     |
| 2019 Stuttgart    | Max Whitlock                       | Lee Chih-kai                               | Rhys McClenaghan                 |
| 2021 Kitakyushu   | Stephen Nedoroscik                 | Weng Hao Kazuma Kaya                       | nenhum                           |

### Argolas
| Evento            | Ouro                                                  | Prata                                           | Bronze                                         |
| ----------------- | ----------------------------------------------------- | ----------------------------------------------- | ---------------------------------------------- |
| 1903 Antuérpia    | Josef Martinez Françoise Walravens                    | Joseph Lux                                      | nenhum                                         |
| 1909 Luxemburgo   | Marco Torrès Giorgio Romano                           | nenhum                                          | Frantisek Erben Giorgio Zampori Giorgio Romano |
| 1911 Turim        | Ferdinand Steiner                                     | Pietro Bianchi Dominique Follacci Antoine Costa | nenhum                                         |
| 1913 Paris        | Laurent Grech Marco Torrès Giorgio Zampori Guido Boni | nenhum                                          | nenhum                                         |
| 1922 Liubliana    | Leon Stuckelj Petar Sumi Joseph Maly Miroslav Karasek | nenhum                                          | nenhum                                         |
| 1926 Lyon         | Leon Stuckelj                                         | Ladislav Vacha                                  | Bedrich Supcik                                 |
| 1930 Luxemburgo   | Emanuel Löffler                                       | Bedrich Supcik                                  | Ladislav Vacha                                 |
| 1934 Budapeste    | Alois Hudec                                           | Eugene Mack                                     | Mathias Logelin Jaroslav Kollinger             |
| 1938 Praga        | Alois Hudec                                           | Michael Reusch                                  | Vratislav Petracek                             |
| 1950 Basiléia     | Ernst Gebendinger                                     | Olavi Rove                                      | Hans Eugster                                   |
| 1954 Roma         | Albert Azaryan                                        | Yevgeny Korolkov                                | Valentin Muratov                               |
| 1958 Moscou       | Albert Azaryan                                        | Ahiara Nobuyuki                                 | Yuri Titov                                     |
| 1962 Praga        | Yuri Titov                                            | Boris Shakhlin Yukio Endo                       | nenhum                                         |
| 1966 Dortmund     | Mikhail Voronin                                       | Akinori Nakayama                                | Franco Menichelli                              |
| 1970 Liubliana    | Akinori Nakayama                                      | Mitsuo Tsukahara                                | Mikhail Voronin                                |
| 1974 Varna        | Nikolai Andrianov Danut Grecu                         | nenhum                                          | Andrzej Szajna                                 |
| 1978 Estrasburgo  | Nikolai Andrianov                                     | Alexander Dityatin                              | Danut Grecu                                    |
| 1979 Fort Worth   | Alexander Dityatin                                    | Danut Grecu                                     | Alexander Tkachev                              |
| 1981 Moscou       | Alexander Dityatin                                    | Huang Yubin                                     | Bogdan Kakuts                                  |
| 1983 Budapeste    | Dmitry Bilozerchev Koji Gushiken                      | nenhum                                          | Li Ning                                        |
| 1985 Montreal     | Yuri Korolev Li Ning                                  | nenhum                                          | Yuri Balobanov Kyoji Yamawaki                  |
| 1987 Roterdã      | Yuri Korolev                                          | Dmitry Bilozerchev Li Ning                      | nenhum                                         |
| 1989 Stuttgart    | Andreas Aguilar                                       | Andreas Wecker                                  | Vitaly Marinich Juri Chechi                    |
| 1991 Indianápolis | Grigory Misutin                                       | Andreas Wecker                                  | Juri Chechi                                    |
| 1992 Paris        | Vitaly Scherbo                                        | Szilveszter Csollany                            | Grigory Misutin                                |
| 1993 Birmingham   | Juri Chechi                                           | Andreas Wecker                                  | Ivan Ivankov                                   |
| 1994 Brisbane     | Juri Chechi                                           | Paul O'Neill                                    | Dan Burinca                                    |
| 1995 Sabae        | Juri Chechi                                           | Dan Burinca                                     | Jordan Jovtchev                                |
| 1996 San Juan     | Juri Chechi                                           | Jordan Jovtchev Szilveszter Csollany            | nenhum                                         |
| 1997 Lausanne     | Juri Chechi                                           | Szilveszter Csollany                            | Ivan Ivankov                                   |
| 1999 Tianjin      | Dong Zhen                                             | Szilveszter Csollany                            | Dimosthenis Tampakos                           |
| 2001 Gante        | Jordan Jovtchev                                       | Szilveszter Csollany                            | Andrea Coppolino                               |
| 2002 Debrecen     | Szilveszter Csollany                                  | Jordan Jovtchev                                 | Matteo Morandi                                 |
| 2003 Anaheim      | Jordan Jovtchev Dimosthenis Tampakos                  | nenhum                                          | Andrea Coppolino Matteo Morandi                |
| 2005 Melbourne    | Yuri van Gelder                                       | Alexander Safoshkin                             | Matteo Morandi                                 |
| 2006 Aarhus       | Chen Yibing                                           | Jordan Jovtchev                                 | Yuri van Gelder                                |
| 2007 Stuttgart    | Chen Yibing                                           | Yuri van Gelder                                 | Jordan Jovtchev                                |
| 2009 Londres      | Yan Mingyong                                          | Jordan Jovtchev                                 | Oleksandr Vorobiov                             |
| 2010 Roterdã      | Chen Yibing                                           | Yan Mingyong                                    | Matteo Morandi                                 |
| 2011 Tóquio       | Chen Yibing                                           | Arthur Zanetti                                  | Koji Yamamuro                                  |
| 2013 Antuérpia    | Arthur Zanetti                                        | Aleksandr Balandin                              | Brandon Wynn                                   |
| 2014 Nanning      | Liu Yang                                              | Arthur Zanetti                                  | You Hao Denis Ablyazin                         |
| 2015 Glasgow      | Eleftherios Petrounias                                | You Hao                                         | Liu Yang                                       |
| 2017 Montreal     | Eleftherios Petrounias                                | Denis Ablyazin                                  | Liu Yang                                       |
| 2018 Doha         | Eleftherios Petrounias                                | Arthur Zanetti                                  | Marco Lodadio                                  |
| 2019 Stuttgart    | Ibrahim Çolak                                         | Marco Lodadio                                   | Samir Aït Saïd                                 |
| 2021 Kitakyushu   | Lan Xingyu                                            | Marco Lodadio                                   | Salvatore Maresca Grigorii Klimentev           |

### Salto
| Evento            | Ouro                         | Prata                          | Bronze                      |
| ----------------- | ---------------------------- | ------------------------------ | --------------------------- |
| 1934 Budapeste    | Eugene Mack                  | Edy Steinemann                 | Roemo Neri                  |
| 1938 Praga        | Eugene Mack                  | Walter Beck                    | Hans Nägelin                |
| 1950 Basel        | Ernst Gebendinger            | Olavi Rove                     | Walter Lehmann              |
| 1954 Roma         | Leo Sotornik                 | Helmut Bantz                   | Sergei Dzhayani             |
| 1958 Moscou       | Yuri Titov                   | Masao Takemoto                 | Takashi Ono                 |
| 1962 Praga        | Premysel Krbec               | Haruhiro Yamashita             | Yukio Endo Boris Shakhlin   |
| 1966 Dortmund     | Haruhiro Matsuda             | Takeshi Kato                   | Akinori Nakayama            |
| 1970 Liubliana    | Mitsuo Tsukahara             | Viktor Klimenko                | Takeshi Kato                |
| 1974 Varna        | Shigeru Kasamatsu            | Nikolai Andrianov              | Hiroshi Kajiyama            |
| 1978 Estrasburgo  | Junichi Shimizu              | Nikolai Andrianov              | Ralph Baerthel              |
| 1979 Ft. Worth    | Alexander Dityatin           | Nikolai Andrianov              | Ralph Baerthel Bart Conner  |
| 1981 Moscou       | Ralf-Peter Hemman            | Arthur Akopian                 | Bogdan Makuts               |
| 1983 Budapeste    | Arthur Akopian               | Li Ning                        | Bernd Jensch                |
| 1985 Montreal     | Yuri Korolev                 | Lou Yun Laurent Barbieri       | nenhum                      |
| 1987 Roterdã      | Lou Yun Sylvio Kroll         | nenhum                         | Dian Kolev                  |
| 1989 Stuttgart    | Jorg Behrend                 | Sylvio Kroll                   | Vladimir Artemov            |
| 1991 Indianapolis | Ok-Ryul Yoo                  | Vitaly Scherbo                 | Yutaka Aihara               |
| 1992 Paris        | You Ok Youl                  | Igor Korobchinsky              | Curtis Hibbert Victor Colon |
| 1993 Birmingham   | Vitaly Scherbo               | Feng Chih Chang                | You Ok Youl                 |
| 1994 Brisbane     | Vitaly Scherbo               | Li Xiaoshuang                  | Yeo Hong-Chul               |
| 1995 Sabae        | Alexei Nemov Grigory Misutin | nenhum                         | Vitaly Scherbo              |
| 1996 San Juan     | Alexei Nemov                 | Yeo Hong-Chul Andrea Massucchi | nenhum                      |
| 1997 Lausanne     | Sergei Fedorchenko           | Nikolai Kryukov                | Adrian Ianculescu           |
| 1999 Tianjin      | Li Xiaopeng                  | Jevgēņijs Saproņenko           | Dieter Rehm                 |
| 2001 Gante        | Marian Dragulescu            | Jevgēņijs Saproņenko           | Charles Leon Tamayo         |
| 2002 Debrecen     | Li Xiaopeng                  | Leszek Blanik                  | Yang Wei                    |
| 2003 Anaheim      | Li Xiaopeng                  | Marian Dragulescu              | Kyle Shewfelt               |
| 2005 Melbourne    | Marian Dragulescu            | Leszek Blanik                  | Alin Sandu Jivan            |
| 2006 Aarhus       | Marian Dragulescu            | Dzmitry Kaspiarovich           | Fabian Hambüchen            |
| 2007 Stuttgart    | Leszek Blanik                | Ilie Daniel Popescu            | Se Gwang Ri                 |
| 2009 Londres      | Marian Dragulescu            | Flavius Koczi                  | Anton Golotsutskov          |
| 2010 Roterdã      | Thomas Bouhail               | Anton Golotsutskov             | Dzmitry Kaspiarovich        |
| 2011 Tóquio       | Yang Hak-seon                | Anton Golotsutskov             | Makoto Okiguchi             |
| 2013 Antuérpia    | Yang Hak-seon                | Steven Legendre                | Kristian Thomas             |
| 2014 Nanning      | Ri Se-Gwang                  | Igor Radivilov                 | Jacob Dalton                |
| 2015 Glasgow      | Ri Se-Gwang                  | Marian Dragulescu              | Donnell Whittenburg         |
| 2017 Montreal     | Kenzo Shirai                 | Igor Radivilov                 | Kim Han-sol                 |
| 2018 Doha         | Ri Se-Gwang                  | Artur Dalaloyan                | Kenzo Shirai                |
| 2019 Stuttgart    | Nikita Nagornyy              | Artur Dalaloyan                | Igor Radivilov              |
| 2021 Kitakyushu   | Carlos Yulo                  | Hidenobu Yonekura              | Andrey Medvedev             |

### Barras paralelas
| Evento            | Ouro                             | Prata                                                                           | Bronze                                                                            |
| ----------------- | -------------------------------- | ------------------------------------------------------------------------------- | --------------------------------------------------------------------------------- |
| 1903 Antuérpia    | Josef Martinez Françoise Hentges | nenhum                                                                          | Eugène Dua André Bordang                                                          |
| 1905 Bordeaux     | Josef Martinez                   | Marcel Lalue                                                                    | Pierre Payssé                                                                     |
| 1907 Praga        | Joseph Lux                       | Joseph Czada                                                                    | Louis Segura Frantisek Erben                                                      |
| 1909 Luxemburgo   | Josef Martinez                   | Joseph Czada Marco Torrès Auguste Castille                                      | nenhum                                                                            |
| 1911 Turim        | Giorgio Zampori                  | Dominique Follacci                                                              | Jules Labeeu Stane Vidmar Paolo Salvi Ferdinand Steiner J. Lecoutre Antoine Costa |
| 1913 Paris        | Giorgio Zampori Guido Boni       | nenhum                                                                          | Pierre Hentges                                                                    |
| 1922 Liubliana    | Leon Stuckelj                    | Stane Derganc Stane Vidmar Vladimir Simoncic Miroslav Klinger Stanislav Indruch | nenhum                                                                            |
| 1926 Lyon         | Ladislav Vacha                   | Jan Gajdos                                                                      | Leon Stuckelj                                                                     |
| 1930 Luxemburgo   | Josip Primozic                   | Alfred Krauss                                                                   | Ladislav Vacha                                                                    |
| 1934 Budapeste    | Eugene Mack                      | Joseph Walter                                                                   | Walter Bach                                                                       |
| 1938 Praga        | Michael Reusch                   | Alois Hudec                                                                     | Josip Primozic                                                                    |
| 1950 Basel        | Hans Eugster                     | Olavi Rove                                                                      | Raymond Dot                                                                       |
| 1954 Roma         | Viktor Chukarin                  | Josef Stalder                                                                   | Helmut Bantz Masao Takemoto Hans Eugster                                          |
| 1958 Moscou       | Boris Shakhlin                   | Takashi Ono                                                                     | Pavel Stolbov                                                                     |
| 1962 Praga        | Miroslav Cerar                   | Boris Shakhlin                                                                  | Yukio Endo                                                                        |
| 1966 Dortmund     | Sergei Diomidov                  | Mikhail Voronin                                                                 | Miroslav Cerar                                                                    |
| 1970 Liubliana    | Akinori Nakayama                 | Mikhail Voronin Eizo Kenmotsu                                                   | nenhum                                                                            |
| 1974 Varna        | Eizo Kenmotsu                    | Nikolai Andrianov                                                               | Vladimir Marchenko                                                                |
| 1978 Estrasburgo  | Eizo Kenmotsu                    | Nikolai Andrianov Hiroshi Kajiyama                                              | nenhum                                                                            |
| 1979 Ft. Worth    | Bart Conner                      | Alexander Tkachev Kurt Thomas                                                   | nenhum                                                                            |
| 1981 Moscou       | Alexander Dityatin Koji Gushiken | nenhum                                                                          | Nobuyuki Kajitani                                                                 |
| 1983 Budapeste    | Vladimir Artemov Lou Yun         | nenhum                                                                          | Koji Sotomura Tong Fei                                                            |
| 1985 Montreal     | Valetin Mogilny Sylvio Kroll     | nenhum                                                                          | Koji Gushiken                                                                     |
| 1987 Roterdã      | Vladimir Artemov                 | Dmitry Bilozerchev Sven Tippelt                                                 | nenhum                                                                            |
| 1989 Stuttgart    | Vladimir Artemov Li Jing         | nenhum                                                                          | Andreas Wecker                                                                    |
| 1991 Indianapolis | Igor Korobchinsky Li Jing        | nenhum                                                                          | Linyao Guo                                                                        |
| 1992 Paris        | Alexei Voropaev                  | Li Jing                                                                         | Valery Belenky                                                                    |
| 1993 Birmingham   | Vitaly Scherbo                   | igor Korobchinsky                                                               | Valery Belenky                                                                    |
| 1994 Brisbane     | Huang Liping                     | Rustam Sharipov                                                                 | Alexei Nemov                                                                      |
| 1995 Sabae        | Vitaly Scherbo                   | Huang Liping                                                                    | Hikaru Tanaka                                                                     |
| 1996 San Juan     | Rustam Sharipov                  | Alexei Nemov Vitaly Scherbo                                                     | nenhum                                                                            |
| 1997 Lausanne     | Zhang Jinjin                     | Li Xiaopeng                                                                     | Naoya Tsukahara                                                                   |
| 1999 Tianjin      | Lee Joo-Hyung                    | Alexei Bondarenko Naoya Tsukahara                                               | nenhum                                                                            |
| 2001 Gante        | Sean Towsend                     | Eric López                                                                      | Ivan Ivankov                                                                      |
| 2002 Debrecen     | Li Xiaopeng                      | Mitja Petkovsek                                                                 | Alexei Sinkevich                                                                  |
| 2003 Anaheim      | Li Xiaopeng                      | Alexei Nemov Huang Xu                                                           | nenhum                                                                            |
| 2005 Melbourne    | Mitja Petkovsek                  | Li Xiaopeng                                                                     | Yann Cucherat                                                                     |
| 2006 Aarhus       | Yang Wei                         | Hiroyuki Tomita Yoo Won-Chul                                                    | nenhum                                                                            |
| 2007 Stuttgart    | Mitja Petkovsek Kim Dae-eun      | nenhum                                                                          | Anton Fokin                                                                       |
| 2009 Londres      | Wang Guanyin                     | Feng Zhe                                                                        | Kazuhito Tanaka                                                                   |
| 2010 Roterdã      | Feng Zhe                         | Teng Haibin                                                                     | Kohei Uchimura                                                                    |
| 2011 Tóquio       | Danell Leyva                     | Vasileios Tsolakidis Zhang Chenglong                                            | nenhum                                                                            |
| 2013 Antuérpia    | Lin Chaopan Kohei Uchimura       | nenhum                                                                          | John Orozco                                                                       |
| 2014 Nanning      | Oleg Verniaiev                   | Danell Leyva                                                                    | Ryohei Kato                                                                       |
| 2015 Glasgow      | You Hao                          | Oleg Verniaiev                                                                  | Oleg Stepko Deng Shudi                                                            |
| 2017 Montreal     | Zou Jingyuan                     | Oleg Verniaiev                                                                  | David Belyavskiy                                                                  |
| 2018 Doha         | Zou Jingyuan                     | Oleg Verniaiev                                                                  | Artur Dalaloyan                                                                   |
| 2019 Stuttgart    | Joe Fraser                       | Ahmet Önder                                                                     | Kazuma Kaya                                                                       |
| 2021 Kitakyushu   | Hu Xuwei                         | Carlos Yulo                                                                     | Shi Cong                                                                          |

### Barra fixa
| Evento            | Ouro                                      | Prata                                       | Bronze                                |
| ----------------- | ----------------------------------------- | ------------------------------------------- | ------------------------------------- |
| 1903 Antuérpia    | Josef Martinez                            | Charkes van Hulle J. Lecoutre Pierre Payssé | nenhum                                |
| 1905 Bordeaux     | Marcel Lalue                              | Josef Martinez                              | Pierre Payssé Lucien Démanet          |
| 1907 Praga        | Georges Charmoille Frantiek Erben         | nenhum                                      | Jules Rolland Lucien Démanet          |
| 1909 Luxemburgo   | Josef Martinez                            | Frantisek Erben K. Fuchs Joseph Czada       | nenhum                                |
| 1911 Turim        | Joseph Czada                              | Marco Torrès                                | Giorgio Romano Svatopluk Svoboda      |
| 1913 Paris        | Joseph Czada Marco Torrès                 | nenhum                                      | Osvaldo Palazzi A. Demol Josef Sykora |
| 1922 Liubliana    | Leon Stuckelj Petar Sumi Miroslav Klinger | nenhum                                      | nenhum                                |
| 1926 Lyon         | Leon Stuckelj                             | Josip Primozic                              | Ladislav Vacha                        |
| 1926 Lyon         | Leon Stuckelj                             | josip Primozic                              | Ladislav Vacha                        |
| 1930 Luxemburgo   | István Pelle                              | Miklos Peter                                | Leon Stuckelj                         |
| 1934 Budapeste    | Ernst Winter                              | Heinz Sandrock George Miez                  | nenhum                                |
| 1938 Praga        | Michael Reusch                            | Alois Hudec                                 | Walter Beck                           |
| 1950 Basel        | Paavo Aaltonen                            | Vaikko Huthanen                             | Walter Lehmann Joseph Stalder         |
| 1954 Roma         | Leo Sotornik                              | Helmut Bantz                                | Sergei Dzhayani                       |
| 1958 Moscou       | Valetin Muratov                           | Boris Shakhlin Helmut Bantz                 | nenhum                                |
| 1962 Praga        | Boris Shakhlin                            | Albert Azaryan                              | Yuri Titov Masao Takemoto             |
| 1966 Dortmund     | Akinori Nakayama                          | Yukio Endo                                  | Takashi Mitsukuri                     |
| 1970 Liubliana    | Eizo Kenmotsu                             | Akinori Nakayama                            | Takuji Hayata Klaus Köste             |
| 1974 Varna        | Eberhard Gienger                          | Wolfgang Thuene                             | Eizo Kenmotsu Andrzej Szajna          |
| 1978 Estrasburgo  | Shigeru Kasamatsu                         | Eberhard Gienger                            | Gennady Krysin Stojan Deltchev        |
| 1979 Ft. Worth    | Kurt Thomas                               | Alexander Tkachev                           | Alexander Dityatin                    |
| 1981 Moscou       | Alexander Tkachev                         | Arthur Akopian Eberhard Gienger             | nenhum                                |
| 1983 Budapeste    | Dmitry Bilozerchev                        | Alexander Pogorelov Philippe Vatuone        | nenhum                                |
| 1985 Montreal     | Tong Fei                                  | Sylvio Kroll                                | Mitsuaki Watanabe                     |
| 1987 Roterdã      | Dmitry Bilozerchev                        | Curtis Hibbert                              | Zsolt Borkai Holger Behrendt          |
| 1989 Stuttgart    | Li Chunyang                               | Vladimir Artemov                            | Mitsuaki Watanabe                     |
| 1991 Indianapolis | Ralf Buechner Li Chunyang                 | nenhum                                      | Vitaly Scherbo                        |
| 1992 Paris        | Grigory Misutin                           | Zoltan Supola                               | Igor Korobchinsky                     |
| 1993 Birmingham   | Sergei Kharkov                            | Marius Gherman                              | Zoltan Supola                         |
| 1994 Brisbane     | Vitaly Scherbo                            | Zoltan Supola                               | Ivan Ivankov                          |
| 1995 Sabae        | Andreas Wecker                            | Yoshiaki Hatakeda                           | Zhang Jinjing Krasimir Dounev         |
| 1996 San Juan     | Jesus Carballo                            | Krasimir Dounev                             | Vitaly Scherbo                        |
| 1997 Lausanne     | Jani Tanskanen                            | Jesus Carballo                              | Alexander Beresh                      |
| 1999 Tianjin      | Jesus Carballo                            | Alexander Jelkov                            | Yang Wei                              |
| 2001 Gante        | Vlasios Maras                             | Alexander Beresh Philippe Rizzo             | nenhum                                |
| 2002 Debrecen     | Vlasios Maras                             | Ivan Ivankov Aljaz Pegan                    | nenhum                                |
| 2003 Anaheim      | Takehiro Kashima                          | Igor Cassina                                | Alexei Nemov                          |
| 2005 Melbourne    | Aljaz Pegan                               | Yann Cucherat                               | Valeri Goncharov                      |
| 2006 Aarhus       | Philippe Rizzo                            | Aljaz Pegan                                 | Vlasios Maras                         |
| 2007 Stuttgart    | Fabian Hambüchen                          | Aljaz Pegan                                 | Hisashi Mizutori                      |
| 2009 Londres      | Zou Kai                                   | Epke Zonderland                             | Igor Cassina                          |
| 2010 Roterdã      | Zhang Chenglong                           | Epke Zonderland                             | Fabian Hambüchen                      |
| 2011 Tóquio       | Zou Kai                                   | Zhang Chenglong                             | Kohei Uchimura                        |
| 2013 Antuérpia    | Epke Zonderland                           | Fabian Hambüchen                            | Kohei Uchimura                        |
| 2014 Nanning      | Epke Zonderland                           | Kohei Uchimura                              | Marijo Moznik                         |
| 2015 Glasgow      | Kohei Uchimura                            | Danell Leyva                                | Manrique Larduet                      |
| 2017 Montreal     | Tin Srbić                                 | Epke Zonderland                             | Bart Deurloo                          |
| 2018 Doha         | Epke Zonderland                           | Kohei Uchimura                              | Samuel Mikulak                        |
| 2019 Stuttgart    | Arthur Mariano                            | Tin Srbić                                   | Artur Dalaloyan                       |
| 2021 Kitakyushu   | Hu Xuwei                                  | Daiki Hashimoto                             | Brody Malone                          |

### Equipes
| Evento            | Ouro | Prata | Bronze |
| ----------------- | --- | --- | --- |
| 1903 Antuérpia    | França · Allégre · Joseph Bollet · Georges Charmoille · Daube · Georges Dejaeghere · J. Lecontre · Joseph Lux · Josef Martinez · Pierre Payssé                | Bélgica · Jan Calson · Eugène Dua · Charles Lannie · Paul Mangin · Auguste van Ackere · Albert van de Roye · Charles van Hulle                       | Luxemburgo · André Bordang · Antoine Bordang · Paul Fournelle · Françoise Hentges · Albert Kayser · Theodore Kimmes · Nicolas Kummer · Jean Lacaff · Martin Müller |
| 1905 Bordeaux     | França · Georges Dejaeghere · Lucien Démanet · Marcel Lalue · Daniel Lavielle · Josef Martinez · Pierre Payssé                                                | Países Baixos · F.J.W. Lambert · J.H. Reeder · J.H.A.G. Schmitt                                                                                      | Bélgica · Jean de Hoe · Paul Mangin · Auguste van Ackere · Albert van de Roye · Leon van de Roye · Vital Verdickt                                                  |
| 1907 Praga        | Tchecoslováquia · Joseph Czada · Frantisek Erben · Bohumil Honzátko · Karel Sal · Josef Seidl · Karel Stary                                                   | França · Joseph Castiglioni · Georges Charmoille · Joseph Lux · Jules Rolland · Louis Ségura · François Vidal                                        | Bélgica · Herman Carsau · Louis de Winter · Paul Giesenfeld · Karel Lannie · Paul Mangin · Leo Pouwels                                                             |
| 1909 Luxemburgo   | França · Joseph Zastiglioni · Auguste Castille · Armand Coidelle · Josef Martinez · Louis Ségura · Marco Torrès                                               | Tchecoslováquia · Joseph Czada · Frantisek Erben · Frantisek Machovsky · Frantisek Mracek · Karel Stary · ferdinand Steiner                          | Itália · Pietro Borghi · Alberto Braglia · Otello Capitani · Angelo Mazzoncini · Guido Romano · Giorgio Zampori                                                    |
| 1911 Turim        | Tchecoslováquia · Joseph Czada · Frantisek Erben · Karel Pitl · Karel Stary · Ferdinand Steiner · Svatopluk Svoboda                                           | França · Atoine Costa · Dominique Follaci · J. Labeeu · J. Lecontre · M. Maucurier · Marco Torrès                                                    | Itália · Pietro Bianchi · Francesco Loy · Osvaldo Palazzi · Guido Romano · Paolo Salvi · Giorgio Zampori                                                           |
| 1913 Paris        | Tchecoslováquia · Joseph Czada · Václav Donda · Robert Prazák · Karel Stary · Ferdinand Steiner · Josef Sykora                                                | França · N. Aubry · Ben Sadoun · Laurent Grech · Marquelet · Louis Ségura · Marco Torrès                                                             | Itália · Pietro Bianchi · Guido Boni · Osvaldo Palazzi · Guido Romano · Paolo Salvi · Giorgio Zampori                                                              |
| 1922 Liubliana    | Tchecoslováquia · Stanilasv Indruch · Miroslav Karásek · Miroslav Klinger · Josef Maly · Frantisek Pechácek · Frantisek Vanecek                               | Iugoslávia · Stane Derganc · Slavko Hlastan · Leon Stuckelj · Petar Sumi · Vladimir Simoncic · Stane Vidmar                                          | França · Jean Gounot · Louis Marty · Jacques Moser · Robert Morin · Alexandre Pannetier · Marco Torrès                                                             |
| 1926 Lyon         | Tchecoslováquia · Josef Effenberger · Jan Gajdos · Jan Karafiát · Frantisek Pechácek · Ladislav Riessner · Bedrich Supcik · Ladislav Vacha · Vaclav Vesely    | Iugoslávia · Stane Derganc · Miha Osvald · Josip Primosic · Leon Stuckelj · Petar Sumi · Srecko Srsen · Stane Vidmar · Oton Zupan                    | França · François Gangloff · Marcel Gorisse · Jean Gounot · Ernest Heeb · Alfred Krauss · Armand Solbach                                                           |
| 1930 Luxemburgo   | Tchecoslováquia · Josef Effenberger · Jan Gajdos · Emmanuel Löffler · Julius Rybak · Bedrich Supcik · Ladislav Tikal · Jindrich Tintera · Ladislav Vacha      | França · Louis Castelli · Jean Chanteur · Jean Gounot · Marcel Itten · Alfred Krauss · Georges Leroux · Maurice Rousseau · Armand Solbach            | Iugoslávia · Rafael Ban · Boris Gregorka · Anton Malej · Josip Primosic · Leon Stuckelj · Petar Sumi · Neli Zupancic · Stane Zilic                                 |
| 1934 Budapeste    | Suíça · Walter Bach · Hans Grieder · Herman Hänggi · Eugen Mack · Georges Miez · Eduard Steinemann · Josef Walter · Melchior Wezel                            | Tchecoslováquia · Jaroslav Baroch · Jan Gajdos · Alois Hudec · Jaroslav Kollinger · Emanuel Löffler · Jan Sládek · Ladislav Tikal · Jindrich Tintera | Alemanha · Franz Beckert · Konrad Frey · Kurt Krötzsch · Fritz Limburg · Herbert Lorenz · Heinz Sandrock · Walter Steffens · Ernst Winter                          |
| 1938 Praga        | Tchecoslováquia · Jan Gajdos · Gustav Hruby · Alois Hudec · Emanuel Löffler · Josef Novotny · Vratislav Petrácek · Jan Sládek · Jindrich Tintera              | Suíça · Albert Bachmann · Siegbert Bader · Walter Beck · Eugene Mack · Hans Nägelin · Michael Reusch · Guglielmo Schmid · Leo Schürmann              | Iugoslávia · Stjepan Boltisar · Miroslav Forte · Boris Gregorka · Josip Primozic · Josip Kujundzic · Janez Pristov · Milos Skrbinsek · Josip Vadnav                |
| 1950 Basileia     | Suíça · Marcel Adatte · Hans Eugster · Ernst Gebendinger · Jack Günthard · Walter Lehmann · Josef Stalder · Melchior Thalmann · Jean Tschabold                | Finlândia · Paavo Aaltonen · Veikko Huhtanen · Kalevi Laitinen · Kaino Lempinen · Olavi Rove · Heikki Savolainen · Esa Seesta · Kalevi Viskari       | França · Alphonse Anger · Raymond Badin · Marcel Dewolff · Raymond Dot · Lucien Masset · Michel Mathiot · Roger Pruvost · Andre Weingand                           |
| 1954 Roma         | União Soviética · Albert Azaryan · Viktor Chukarin · Sergei Diaiani · Evgeni Korolkov · Valentin Muratov · Boris Shakhlin · Grant Schaginian · Ivan Vostrikov | Japão · Akimoto Kaneko · Akihara Kono · Masami Kubota · Tatsumi Nabeya · Takashi Ono · Yoshiyuki Oshima · Masao Takemoto                             | Suíça · Hans Bründler · Osvald Bühler · Hans Eugster · Jack Günthard · Hans Schwarzentruber · Josef Stalder · Melchior Thalmann · Jean Tschabold                   |
| 1958 Moscou       | União Soviética · Albert Azaryan · Valentin Lipatov · Valentin Muratov · Boris Shakhlin · Pavel Stolbov · Yuri Titov                                          | Japão · Nobuyuki Aihara · Akihara Kono · Takashi Ono · Masao Takemoto · Katsumi Terai · Shinsaku Tsukawaki                                           | Tchecoslováquia · Jaroslav Bim · Ferdinand Danis · Pavel Gadjos · Jindrich Mikulec · Josef Skvor · Karel Klecka                                                    |
| 1962 Praga        | Japão · Nobouyuki Aihara · Yukio Endo · Takashi Mitsukuri · Takashi Ono · Shuji Tsurumi · Haruhiro Yamashita                                                  | União Soviética · Valeri Kerdimilidi · Viktor Leontjev · Viktor Lissizki · Boris Shakhlin · Pavel Stolbov · Yuri Titov                               | Tchecoslováquia · Pavel Gajdos · Karel Klecka · Premysl Krbec · Vaclav Kubicka · Ladislav Pazdera · Jaroslav Stastny                                               |
| 1966 Dortmund     | Japão · Yukio Endo · Takashi Kato · Takashi Mitsukuri · Akinori Nakayama · Shuji Tsurumi · Haruhiro Yamashita                                                 | União Soviética · Sergei Diomidov · Valeri Karasiov · Valeri Kerdimilidi · Boris Shakhlin · Yuri Titov · Mikhail Voronin                             | Alemanha Oriental · Matthias Brehme · Gerhard Dietrich · Werner Dölling · Siegfried Fülle · Erwin Koppe · Peter Weber                                              |
| 1970 Liubliana    | Japão · Takuji Hayata · Fumio Honma · Takashi Kato · Eizo Kenmotsu · Akinori Nakayama · Mitsuo Tsukahara                                                      | União Soviética · Georgi Bogdanov · Sergei Diomidov · Valeri Karasiov · Viktor Klimenko · Viktor Lissizki · Mikahil Voronin                          | Alemanha Oriental · Matthias Brehme · Gerhard Dietrich · Klaus Köste · Peter Kunze · Bernd Schiller · Wolfgang Thüne                                               |
| 1974 Varna        | Japão · Fumio Honma · Hiroshi Kajiyama · Shigeru Kasamatsu · Sawao Kato · Eizo Kenmotsu · Mitsuo Tsukahara                                                    | União Soviética · Nikolai Andrianov · Eduard Mikaelian · Vladimir Marchenko · Paat Schamugia · Vladimir Safronov                                     | Alemanha Oriental · Wolfgang Thüne · Rainer Hanschke · Bernd Jäger · Lutz Mack · Olaf Grosse · Wolfgang Klotz                                                      |
| 1978 Estrasburgo  | Japão · Eizo Kenmotsu · Shigeru Kasamatsu · Hiroshi Kajiyama · Junishi Shimizu · Mitsuo Tsukahara · Shonzo Shiraishi                                          | União Soviética · Nikolai Andrianov · Alexander Dityatin · Alexander Tkachev · Kryssin · Eduard Azaryan · Vladimir Markelov                          | Alemanha Oriental · Roland Brückner · Michael Nikolay · Ralph Bärthel · Reinhard Rückriem · Lutz Mack · Ralf-Peter Hemmann                                         |
| 1979 Fort Worth   | União Soviética · Alexander Dityatin · Alexander Tkachev · Vladimir Markelov · Nikolai Andrianov · Bogdan Makuts · Artur Akopyan                              | Japão · Hiroshi Kajiyama · Eizo Kenmotsu · Koji Gushiken · Toshiomi Nishikii · Nobuyuki Kajitani · Shigeru Kasamatsu                                 | Estados Unidos · Kurt Thomas · Bart Conner · Jim Hartung · Larry Gerard · Tim LaFleur · Peter Vidmar                                                               |
| 1981 Moscou       | União Soviética · Yuri Korolev · Bogdan Makuts · Alexander Dityatin · Alexander Tkachev · Artur Akopian · Alexander Murasev                                   | Japão · Noboyuki Kajitani · Koji Gushiken · Koji Sotomura · Kiyoshi Goto · Kyoji Yamawaki · Toshiro Kanai                                            | China · Tong Fei · Li Ning · Li Xiaoping · Huang Yubin · Peng Yaping · Li Yuejiu                                                                                   |
| 1983 Budapeste    | China · Tong Fei · Li Ning · Lou Yun · Xu Zhiquiang · Li Xiaoping · Li Yuejiu                                                                                 | União Soviética · Dmitry Bilozerchev · Artur Akopian · Alexander Pogorelov · Vladimir Artemov · Yuri Korolev · Bogdan Makuts                         | Japão · Koji Gushiken · Koji Sotomura · Nobuyuki Kajitani · Mitsuake Watanabe · Noritoshi Hirata · Shinji Morisue                                                  |
| 1985 Montreal     | União Soviética · Vladimir Artemov · Yuri Korolev · Valentin Mogilny · Yuri Balabanov · Alexei Tikhonkikh · Aleksandr Tumilovich                              | China · Li Ning · Xu Zhiquiang · Tong Fei · Lou Yun · Yang Yueshan · Zhou Limin                                                                      | Alemanha Oriental · Sylvio Kroll · Holger Behrendt · Ulf Hoffmann · Jorg Hasse · Sven Tippelt · Holger Zeig                                                        |
| 1987 Roterdã      | União Soviética · Dmitry Bilozerchev · Valeri Liukin · Vladimir Artemov · Yuri Korolev · Vladimir Novikov · Alexei Tikhonkikh                                 | China · Xu Zhiquiang · Lou Yun · Wang Chongsheng · Guo Linxiang · Li Chunyang · Li Ning                                                              | Alemanha Oriental · Sylvio Kroll · Sven Tippelt · Holger Behrendt · Ulf Hoffmann · Maik Belle · Mario Reichert                                                     |
| 1989 Stuttgart    | União Soviética · Igor Korobchinsky · Vladimir Artemov · Valentin Mogilny · Vitaly Marinich · Valery Belenky · Vladimir Novikov                               | Alemanha Oriental · Andreas Wecker · Sven Tippelt · Sylvio Kroll · Jorg Behrend · Jens Milbradt · Enrico Ambros                                      | China · Li Chunyang · Li Jing · Ma Zheng · Li Ge · Guo Linxiang · Wang Chongsheng                                                                                  |
| 1991 Indianápolis | União Soviética · Igor Korobchinsky · Grigory Misutin · Valeri Liukin · Valery Belenky · Alexei Voropaev                                                      | China · Li Jing · Li Chunyang · Huang Huadong · Guo Linyao · Li Xiaoshuang · Li Ge                                                                   | Alemanha · Sylvio Kroll · Andreas Wecker · Ralf Bruchner · Mario Franke · Jan-Peter Nikiferow · Andre Hempel                                                       |
| 1994 Dortmund     | China · Fan Hongbin · Guo Linyao · Huang Huadong · Huang Liping · Li Dashuang · Li Xiaoshuang                                                                 | Rússia · Evgeni Chabaev · Evgeni Joukov · Dmitri Karbonenko · Alexei Nemov · Dmitri Troush · Dmitri Vasilenko · Alexei Voropaev                      | Ucrânia · Rustam Sharipov · Yuri Ermakov · Igor Korobchinsky · Vitaly Marinich · Grigori Misutin · Vladimir Shamenko · Andrei Stepanchenko                         |
| 1995 Sabae        | China · Jian Shen · Hongbin Fan · Li Xiaoshuang · Huang Liping · Huadong Huang · Bin Fan · Zhang Jinjing                                                      | Japão · Masayoshi Maeda · Toshiharu Sato · Masayuki Matsunaga · Hikaru Tanaka · Hiromasa Masuda · Yashiavaki Hatakeda · Daisuke Nishikawa            | Roménia · Nicolae Bejenaru · Adrian Lanculescu · Dan Burinca · Marius Urzica · Nicu Stroia · Cristian Leric · Nistor Sandro                                        |
| 1997 Lausanne     | China · Jian Shen · Li Xiaopeng · Huang Xu · Yu-Fu Lu · Jufeng Xiao · Zhang Jinjing                                                                           | Bielorrússia · Ivan Ivankov · Vitali Rudnitski · Dmitri Kaspiarovich · Alexander Shostak · Ivan Pavlovski · Alexei Sinkevich                         | Rússia · Dmitri Vasilenko · Alexei Bondarenko · Alexei Voropaev · Alexei Nemov · Evgeni Ghukov · Nikolai Kryukov                                                   |
| 1999 Tianjin      | China · Dong Zhen · Huang Xu · Li Xiaopeng · Lu Yufu · Xing Aowei · Yang Wei                                                                                  | Rússia · Alexei Bondarenko · Nikolai Kryukov · Alexei Nemov · Georgy Grebenkov · Evgeni Podgorny · Vitali Fedotov                                    | Bielorrússia · Ivan Ivankov · Alexander Kruzhylov · Dmitri Kaspiarovich · Alexander Shostak · Vitali Valinchuk · Ivan Pavlovski · Alexei Sinkevich                 |
| 2001 Gante        | Bielorrússia · Ivan Ivankov · Alexander Kruzhylov · Dmitri Kaspiarovich · Vitali Valinchuk · Denis Savenkov · Alexei Sinkevich                                | Estados Unidos · Raj Bhavsar · Morgan Hamm · Stephen McCain · Sean Townsend · Guard Young · Brett McClure                                            | Ucrânia · Roman Zozulya · Ruslan Myezyentsev · Andrei Mykaylichenko · Andrei Lipski · Olexander Beresh · Sergei Vialtsev                                           |
| 2003 Anaheim      | China · Huang Xu · Li Xiaopeng · Teng Haibin · Xiao Qin · Xing Aowei · Yang Wei                                                                               | Estados Unidos · Raj Bhavsar · Jason Gatson · Morgan Hamm · Paul Hamm · Brett McClure · Blaine Wilson                                                | Japão · Takehiro Kashima · Hiroyuki Tomita · Naoya Tsukahara · Tatsuya Yamada                                                                                      |
| 2006 Aarhus       | China · Chen Yibing · Liang Fuliang · Zou Kai · Feng Jing · Xiao Qin · Yang Wei                                                                               | Rússia · Sergei Khorokhordin · Maxim Deviatovski · Nikolai Kryukov · Yury Ryazanov · Dmitri Gogotov · Alexander Safoshkin                            | Japão · Hiroyuki Tomita · Takuya Nakase · Eiichi Sekiguchi · Hisashi Mizutori · Takehito Mori · Naoya Tsukahara                                                    |
| 2007 Stuttgart    | China · Chen Yibing · Xu Huang · Liang Fuliang · Yang Wei · Qin Xiao · Zou Kai                                                                                | Japão · Hiroyuki Tomita · Shun Kuwahara · Takuya Nakase · Yosuke Hoshi · Hisashi Mizutori · Makoto Okiguchi                                          | Alemanha · Fabian Hambüchen · Thomas Andergassen · Robert Juckel · Eugen Spiridonov · Marcel Nguyen · Philipp Boy                                                  |
| 2010 Roterdã      | China · Chen Yibing · Feng Zhe · Teng Haibin · Yang Mingyong · Lu Bo · Zhang Chenglong                                                                        | Japão · Kohei Uchimura · Koji Yamamuro · Koji Uematsu · Kazuhito Tanaka · Kenya Kobayashi · Tatsuki Nakashima                                        | Alemanha · Philipp Boy · Fabian Hambüchen · Thomas Taranu · Evgenij Spiridonov · Sebastian Krimmer · Matthias Fahrig                                               |
| 2011 Tóquio       | China · Zou Kai · Teng Haibin · Chen Yibing · Zhang Chenglong · Feng Zhe · Yan Mingyong                                                                       | Japão · Kohei Uchimura · Kazuhito Tanaka · Kenya Kobayashi · Koji Yamamuro · Makoto Okiguchi · Yusuke Tanaka                                         | Estados Unidos · Jacob Dalton · Jonathan Horton · Danell Leyva · Steven Legendre · Alexander Naddour · John Orozco                                                 |
| 2014 Nanning      | China · Cheng Ran · Deng Shudi · Lin Chaopan · Liu Yang · You Hao · Zhang Chenglong                                                                           | Japão · Kohei Kameyama · Ryohei Kato · Shongo Nonomura · Kenzo Shirai · Yusuke Tanaka · Kohei Uchimura                                               | Estados Unidos · Jacob Dalton · Danell Leyva · Samuel Mikulak · Alexander Naddour · John Orozco · Donnell Whittenburg                                              |
| 2015 Glasgow      | Japão · Naoto Hayasaka · Ryohei Kato · Kazuma Kaya · Kenzo Shirai · Yusuke Tanaka · Kohei Uchimura                                                            | Reino Unido · Brinn Bevan · Daniel Purvis · Louis Smith · Kristian Thomas · Max Whitlock · Nile Wilson                                               | China · Deng Shudi · Lin Chaopan · Liu Yang · Xiao Ruoteng · You Hao · Zhang Chenglong                                                                             |
| 2018 Doha         | China · Deng Shudi · Lin Chaopan · Sun Wei · Xiao Ruoteng · Lan Xingyu · Zou Jingyuan                                                                         | Rússia · David Belyavskiy · Artur Dalaloyan · Nikolai Kuksenkov · Dmitriy Lankin · Nikita Nagornyy · Vladislav Poliashov                             | Japão · Kazuma Kaya · Kenzo Shirai · Wataru Tanigawa · Kakeru Tanigawa · Kohei Uchimura · Yusuke Tanaka                                                            |
| 2019 Stuttgart    | Rússia · Denis Ablyazin · David Belyavskiy · Artur Dalaloyan · Nikita Nagornyy · Ivan Stretovich                                                              | China · Deng Shudi · Lin Chaopan · Sun Wei · Xiao Ruoteng · Zou Jingyuan                                                                             | Japão · Daiki Hashimoto · Yuka Kamoto · Kazuma Kaya · Kakeru Tanigawa · Wataru Tanigawa                                                                            |